# 有野いくのアゲていこう!
『有野いくの＼アゲていこう！／』(ありのいくのあげていこう）は、Ustream AKIBA伝えたい放送局で放送されていた有野いくの番組。
有野自身が好きな唐揚げ(揚げもの)にかけて、毎週金曜日(フライデー)に放送していた。
気持ちが高まる(アガる)と唐揚げが揚がるをかけていて、有野自身が探究・紹介したものやリスナーが紹介するアガるエピソードを共有する内容となっている。

## 概要
放送期間：2013年03月01日 - 11月15日（全32回）
番組テーマ音楽：ハートはレインボー
番組はオープニング、近況報告、各コーナーから成り立つ。
リスナーからメールを募り、リスナーと共に作っていくというスタンスをとっている。

### コーナー

#### 有野いく から揚げを語る
有野自身が調査したことや、唐揚げに関する知識の紹介をするコーナー

#### みんなの高まる瞬間
リスナーから寄せられた、高まる(アガる)瞬間のエピソードを紹介するコーナー

#### 今週のからあげ評論
有野自身の、放送日近くに行って美味しかった唐揚げを紹介するコーナー

#### 自作4コママンガに即興アテレコ
お題に沿って4コママンガを描き、声をあてるコーナー

## 番組内容概要
| 回 | 放送日         | コーナー                      | 内容 | 備考  |
| -- | -------------- | ----------------------------- | --- | ----- |
| 1  | 2013年03月01日 | オープニング                  | 自己紹介 セット紹介(唐揚げ本の紹介) | [ 2 ] |
| 1  | 2013年03月01日 | 有野いく から揚げを語る       | 唐揚げ専門店の数について 唐揚げの聖地、専門店発祥の地について 日本唐揚協会と認定カラアゲニストについて 謝肉祭について(やすひさ会長の出版記念を兼ねた会の模様がVTRで流れる) | [ 2 ] |
| 1  | 2013年03月01日 | リスナーからのメール紹介      | 自身のマイペースさを明かす(なんでも有野どこでもいくちょん) 自身に無茶振りをして、からあげダンスを踊る 東広島のコメカラをリスナーから紹介される 冷めても美味しい唐揚げが一番美味しい唐揚げだと思う持論 | [ 2 ] |
| 1  | 2013年03月01日 | みんなの高まる瞬間            | 神田 鳥文の唐揚げ(アキバエバンジェリストの瀬川たかしから紹介) 松屋銀座の天井にある花装飾(有野自身の高まる瞬間) たまに食べる菓子パンが美味しい(有野自身の高まる瞬間) 声の収録(有野自身の高まる瞬間) | [ 2 ] |
| 1  | 2013年03月01日 | 自作4コママンガに即興アテレコ | タイトル：日常 | [ 2 ] |
| 1  | 2013年03月01日 | 今週のからあげ評論            | 蒲田駅西口 うえ山 素揚げ専門店、むねともものミックスを紹介 | [ 2 ] |
| 2  | 2013年03月08日 | オープニング                  | オープニングムービーを作り放送開始 フライデーだから金曜日に番組を放送しているということを紹介 花粉症で、普段メガネとマスクを着用しているという話をしている | [ 3 ] |
| 2  | 2013年03月08日 | 有野いく から揚げを語る       | 個人所有の電気フライヤーを持ち込み、スタジオで唐揚げを揚げた(フライヤー:Cuisinart) 王道の和風醤油唐揚げ だし、醤油、酒、塩、にんにく、ごま油、胡椒、りんご(隠し味)、放送用にマヨネーズを少し使用 (普段は卵を使用、マヨネーズは卵が入っているし酢が肉を柔らかくする) 小麦粉、片栗粉、コーンスターチを使用。片栗粉、コーンスターチはあらかじめ混ぜる 先に小麦粉、後から片栗粉とコーンスターチを混ぜたものをつける (粉を付ける際に、肉の水分をできるだけ切っておくことがポイント) 170℃で1度揚げ(オススメは160℃と180℃の2度揚げ) 最初に揚げたものより、何個か揚げた後のほうが美味しくなる(鶏ガラを揚げたものも良い) 途中で油から出すと、空気を含んでよりサクサクの食感が楽しめる 油の量は、唐揚げが全部浸かるくらいの量が最適 揚げ油は健康サララを使用(唐揚げには大豆系の油が合うと有野自身は思っている) | [ 3 ] |
| 2  | 2013年03月08日 | リスナーからのメール紹介      | ・愛称の由来について いくちゃんだと他の人と変わりがなく、いくちょんでいいやと思い現在に至るという回答をしている (特にこだわりはないし、まわりに定着しているので) ・春に合う唐揚げとして、いろから(南青山店)をリスナーに紹介 現在は閉店 ・カラアゲニスト募集(唐揚検定の紹介) ・唐揚協会会長が「ご飯は唐揚げの美味しさを拡張するアンプ」という名言を話したことを紹介 | [ 3 ] |
| 2  | 2013年03月08日 | みんなの高まる瞬間            | ・有野自身の高まる瞬間その1(ミステリー系の小説) 砂の女(安部公房)、十角館の殺人(綾辻行人) ・有野自身の高まる瞬間その2 iPhone用ケース(メリケンサック風) | [ 3 ] |
| 2  | 2013年03月08日 | 自作4コママンガに即興アテレコ | タイトル：花粉 | [ 3 ] |
| 2  | 2013年03月08日 | 今週のからあげ評論            | てけてけ(神楽坂軽子坂店) 現在は閉店 千葉県 ときめき鶏を使っている やみつき醤油唐揚げを紹介 (表面にゴマが付いており、ゴマの風味が合い噛めば噛むほど肉のうまみが広がる) 鶏皮せんべいを紹介 (かかっている七味唐辛子がアクセントになっている) | [ 3 ] |
| 3  | 2013年03月15日 | オープニング                  | 放送スタジオが新しい場所になった(広くて明るい部屋に移動) | [ 4 ] |
| 3  | 2013年03月15日 | 猪突猛進！突撃やっぴー        | 釜でご飯を炊いてみた体験談を解説 薪の組み方、炊き方などを教わった 申年に漬けた梅干しは縁起が良い 炊いたごはんで梅干し入りおにぎりを作成 高校生のとき弁当屋でバイトをしていて、おにぎりを作るのが早かったエピソードを披露 (秤なしで160gのおにぎりを作れた) | [ 4 ] |
| 3  | 2013年03月15日 | みんなの高まる瞬間            | ・花見と唐揚げの話題 ・「こんばんやっぴー」を広めたい ・レンブラント・ファン・レイン自画像のクリアファイル(有野自身の高まるグッズ) オランダのマウリッツハウス王立美術館に見に行ったときに買ったもの ・PHILIPSノンフライヤー(HD9220/27)(有野自身の高まるグッズ) 新製品が出るので買いたい ・ツタンカーメンメン(有野自身の高まるグッズ) ネーミングセンスが、笑いのツボにハマった ・リスナーから、いろからに行ってきた報告のメールがあった | [ 4 ] |
| 3  | 2013年03月15日 | 自作4コママンガに即興アテレコ | タイトル：日常の愚痴(ファミレスで電話番号を渡されて困った出来事) | [ 4 ] |
| 3  | 2013年03月15日 | 今週のからあげ評論            | 東京駅一番街の、たまひで からっ鳥 和み(揚げてから焼いている(コンベクションオーブン)。粉のワサビが添付) 味付けは卵・塩・こんぶだし・日本酒・本みりん、酢、醤油のみ 温めは電子レンジのみが店推奨だが、有野自身はオーブンのほうが好み | [ 4 ] |
| 4  | 2013年03月22日 | オープニング                  | 有野いくのイラスト登場(ひなこ作(幼馴染)) メールテーマ：春といえば？ (高まる瞬間はメールが来なかったのでテーマ式にした) 舞台などの告知 | [ 5 ] |
| 4  | 2013年03月22日 | 有野いく から揚げを語る       | 唐揚げのチョイ足し特集 マルコメ 生しょうゆ糀(醤油糀が衣によく絡まり2つの食感が楽しめる) 梅の花本舗 元祖 梅ジャム(酸味がレモンのようで、少量で良い。かつ安い) KRAFT とろけるスライスチーズ(オーブンがオススメ)(カロリーの高さが女の子にはツラいが美味しい) 明治ブルガリアヨーグルト(無糖) (口の中で分離してしまった) | [ 5 ] |
| 4  | 2013年03月22日 | みんなの高まる瞬間            | 主演舞台を見にいくファンからのエール おはよう地球の誕生経緯(ダブルミーニングや理由など) きゃりーぱみゅぱみゅにハマっている(有野自身の高まる瞬間) TEMPURA KIDZの「ONE STEP」(有野自身の高まる瞬間) | [ 5 ] |
| 4  | 2013年03月22日 | おまけの4コママンガ           | お題：猫の細胞分裂(たま三郎&フラミンゴ) | [ 5 ] |
| 4  | 2013年03月22日 | 今週のからあげ評論            | おつまみ鶏皮揚げ(セブンイレブン) おやつ・つまみに最適 | [ 5 ] |
| 5  | 2013年03月29日 | オープニング                  | サンプラー(効果音)導入 リスナーからの高まる瞬間のメールが来ないため、毎回メールテーマを設けることになった メールテーマ：最近映画見た？ | [ 6 ] |
| 5  | 2013年03月29日 | おうち唐揚げ材料特集          | 小麦粉について 小麦粉の7～8割はデンプン、1割ほどがタンパク質(グリアジンとグルテニン)でできている。 水を吸収すると、グリアジンとグルテニンにより粘りのあるグルテンができる。 タンパク質含有量によって強力粉(12%以上)、中力粉(9%程度)、薄力粉(8.5%以下)に分けられる。 タンパク質含有量を抑えるほど繊細な仕上がりになる。 唐揚げには薄力粉が合う。グルテンの形成を少なくするほうが、有野の好み。 小麦粉は、片栗粉に比べると油の劣化(汚れ)が比較的多い。 小麦粉を片栗粉と混ぜることにより、存在感が出て冷めても衣の感じが残る唐揚げになる。 (冷めても美味しくなるので、スーパーや弁当店は小麦粉の割合が多い) バッター液方式のときは冷たい水に片栗粉だけではうまく絡まないので、小麦粉を混ぜる必要がある。 有野自身は片栗粉と小麦粉を混ぜ、コーンスターチを1割くらい混ぜて衣を作る。                     | [ 6 ] |
| 5  | 2013年03月29日 | みんなの高まる瞬間            | クマの小さいマット(有野自身の高まる瞬間) ウサギのティッシュカバー(有野自身の高まる瞬間) | [ 6 ] |
| 5  | 2013年03月29日 | リスナーからのメール          | ローソンに売っている、唐揚げチョイ足しレシピ本の紹介 | [ 6 ] |
| 5  | 2013年03月29日 | おまけの4コママンガ           | お題：女の子と唐揚げ | [ 6 ] |
| 5  | 2013年03月29日 | 最近映画見た？                | 黒澤明「七人の侍」を見た話(有野自身の映画視聴話) | [ 6 ] |
| 5  | 2013年03月29日 | 今週のからあげ評論            | からあげバル ハイカラ(JR新宿駅西口ガード下)現在は閉店 からあげ丼をチョイス。 | [ 6 ] |
| 6  | 2013年04月05日 | オープニング                  | メールテーマ：休日の過ごし方 | [ 7 ] |
| 6  | 2013年04月05日 | 有野いく から揚げを語る       | チョイ足し特集(ベースは普通の醤油唐揚げ) ・たまご すきやきしてるときにはオススメ(味は定番) 揚げたてだと親子丼風の味になる ・甘いか太郎(キムチ味) 見事に唐揚げと合った。値段も安い。 ・エッセル スーパーカップ 超バニラ たくさん盛ることが重要。デザートっぽくなる。 | [ 7 ] |
| 6  | 2013年04月05日 | メール紹介(雑談)              | ・リスナーより好きな特撮映画を聞かれる 仮面ライダー電王 仮面ライダーウィザード(途中まで) プリキュア ・スタジオ以外に秋葉原で通っている所 ドスパラ ヨドバシカメラ クレープ屋さん リトルエンジェルズ NEWTYPE(男の娘カフェ(とある目的で)) | [ 7 ] |
| 6  | 2013年04月05日 | みんなの高まる瞬間            | 有野自身の高まる瞬間 原宿のロリータファッション体験イベント(BABYの服) ASUSのマウスが抽選で当たった シュガー・ラッシュ見てきた(ディズニー映画) | [ 7 ] |
| 6  | 2013年04月05日 | 今週のからあげ評論            | 浅草 殿様のからあげ(現在は閉店) スティックタイプの唐揚げ めんたいソースとワサビソースをかけた | [ 7 ] |